# 暁のロンバルディア
『暁のロンバルディア』は、1981年の宝塚歌劇団のミュージカル作品。正塚晴彦のバウデビュー作品。
バウ・ロマン「暁のロンバルディア」－愛が蘇るとき－作・演出：正塚晴彦。
あることから傭兵となり、ひと時、色んなものを手に入れた青年が、本当に大切なものは何かを問う物語。

## あらすじ
舞台は、16世紀初頭、イタリア・ロンバルディア平原。ある事柄から決闘をよぎなくされる貧乏男爵の次男フランソワ。
そのためクレマン伯爵の助言もあり、フランスを出ることに…。
途中、アンヌ・シモン姉弟をたすけることになる。
人違いからあるトラブルにまきこまれたりするが、アンヌを愛するようになる。
傭兵となり、地位も、城も持つ。一方、クレマン伯爵とソフィア王女も追い詰められていた。
ある事件から傭兵であることにも苦悩するフランソワ。たたかいのむなしさなどから、本当に求めていたものかは何かを悩む…。
数々のもの事が交錯してゆく…。
そして…。

## 公演期間・公演場所
- 1981年 星組 6月14日 - 29日、宝塚バウホール
- 1981年 雪組 9月20日 - 10月5日、宝塚バウホール

## 主な配役
星組公演
- フランソワ：貧乏貴族の息子 - 峰さを理
- アンヌ：戦争で両親を失った娘 - 秋篠美帆
- シモン少年：アンヌの弟 - ありす未来
- クレマン伯爵：フランソワの親友 - 新城まゆみ（花組）
- ソフィア：ミラノ国王女・フレマンの恋人 - 南風まい

雪組公演
- フランソワ：貧乏貴族の息子 - 奈々央とも
- アンヌ：戦争で両親を失った娘 - 草笛雅子
- シモン少年：アンヌの弟 - 花田あい
- クレマン伯爵：フランソワの親友 - 桐さと実
- ソフィア：ミラノ国王女・フレマンの恋人 - 北原遥子

## 主な楽曲
- 命よ
- シモンの死（作詞：正塚晴彦 作曲：吉崎憲治）
- あなたがいるから
- 愛すればこそ
- くるみの樹
- 戦士達（作詞：正塚晴彦 作曲：寺田瀧雄）
- 暁のロンバルディア
  - 「愛の旅立ち」LIVECD(2枚組)各配信サイト・ダウンロード販売など

## スタッフ
- 作・演出：正塚晴彦
- 作曲・編曲：寺田瀧雄、吉崎憲治
- 振付：司このみ
- 装置：大橋泰弘
- 衣装：任田幾英
- 照明：今井直次
- (録音)演奏：宝塚ニューサウンズ
- 演出助手：谷正純
- 制作：久国高
- 企画：宝塚歌劇団
- 主催：宝塚企画